# Jonathan Cícero Moreira
Jonathan Cícero Moreira (Conselheiro Lafaiete, 27 februari 1986) - alias Jonathan - is een Braziliaans voetballer die bij voorkeur speelt als rechtsback. Hij verruilde in 2011 Santos voor Internazionale, dat circa vijf miljoen euro voor hem betaalde.

## Clubcarrière

### Cruzeiro
Jonathan maakte zijn debuut in de Braziliaanse Série A voor Cruzeiro tegen Santos op 24 juli 2005. Hij scoorde zijn eerste doelpunt op het hoogste niveau op 25 augustus 2007 in een met 3-0 gewonnen thuiswedstrijd tegen Corinthians.

### Santos
In december 2010 betaalde Santos 2 miljoen euro voor Jonathan. Hij tekende een vierjarig contract bij de club uit São Paulo. In zijn contract stond een opstapclausule van 15 miljoen euro. Met Santos won hij het landskampioenschap en de Copa Libertadores.

### Inter
Op 15 juli 2011 tekende Jonathan een vierjarig contract bij Internazionale. In januari 2012 werd hij voor een half seizoen uitgeleend aan Parma. Daar scoorde hij één doelpun in twaalf wedstrijden.
Bij Inter speelde hij gedurende het seizoen 2012-2013 vooral Europese wedstrijden. In de competitie werd hij amper gebruikt. Op 16 september 2012 startte hij in de basiself in een met 0-2 gewonnen uitwedstrijd bij Torino. In de rust werd hij gewisseld voor Ricardo Álvarez.